# 坂村徹
坂村 徹（さかむら てつ、1888年10月13日 - 1980年10月18日）は、遺伝学者、植物細胞学、生理学者。教育者。北海道大学農学部名誉教授。広島県広島市幟町（現・中区）幟町出身。

## 経歴
旧制・広島一中（現・広島国泰寺高校）から北海道帝国大学農学部に進み同大学卒業。恵迪寮OB。植物細胞学・植物生理学を研究し
1918年、世界で初めて小麦の正確な染色体数を明らかにした。
この発見は画期的なもので、この後日本で小麦の研究が盛んになり世界の学会をリードした。この研究を引き継ぎ、木原均が小麦の細胞遺伝学的研究でこの分野の新しい領域を切り拓いた。その他生物を利用した微量重金属の検出法などを開発。1919年同大学教授。1941年には植物生理学の集大成「植物生理学」上下二巻を刊行。これは名著として知られ、版を重ねて戦後も学生必読の書となった。
1952年退官。北海道大学名誉教授。1964年日本学士院会員。1976年文化功労者を受章。退官後は広島市に戻り天寿を全うした。
北海道大学の構内に坂村・木原両博士の偉業を讃え、小麦研究記念碑が建立されている。

## 逸話
北大の後輩、木原が坂村の後、コムギの遺伝子研究をすることになったきっかけは、坂村が大学院生の時に行った「遺伝物質の運搬者(染色体)」という題の講演を木原が聴いたことによる。木原は坂村の話に感激し坂村の研究室に押しかけて来たという。これは木原が学問に目覚め、科学者としての出発点でもあった。しかし木原はこの後、他の植物生理学の研究を続けコムギには縁なく過ごしていたが、坂村が植物生理学の教授となり外国留学することになったため、コムギの遺伝子研究を木原に委ねたのである。